# Bataille de Dranesville
Guerre de Sécession
Batailles
Opérations de McClellan en Virginie septentrionale
- Ball's Bluff
- Dranesville

La bataille de Dranesville est une petite bataille de la guerre de Sécession qui voit la confrontation des forces confédérées sous le commandement du brigadier général J. E. B. Stuart et des forces de l'Unions sous le commandement du brigadier général Edward O. C. Ord le 20 décembre 1861, dans le comté de Fairfax, Virginie, qui fait partie des opérations dans la Virginie du nord menées par le major général George B. McClellan. Les deux forces qui mènent des patrouilles hivernales similaires se rencontrent et engagent le combat à la croisée des routes du village de Dranesville.  La bataille voit la victoire de l'Union.

## Contexte
À la suite de la bataille de Ball's Bluff du 21 octobre 1861, l'offensive majeure s'arrête sur le théâtre est, les deux armées se mettent en quartiers d'hiver. De petits détachements sont cependant envoyés pour sonder les positions ennemies et obtenir du ravitaillement. Telle est la situation au petit matin du 20 décembre 1861 lorsque le général Stuart, avec une brigade conjointe d'infanterie comprenant les régiments des 6th South Carolina, 1st Kentucky, 10th Alabama,et 11th Virginia, de 150 cavaliers et de la batterie de Géorgie de 4 canons d'Allen S. Cutts, part au nord de sa position près de Centreville pour escorter les trais de ravitaillement pour une expédition de ravitaillement dans le comté de Loudoun.Pendant ce temps, le général Ord, à la tête de 10000 hommes de la 3rd Brigade of Pennsylvania Reserves part à l'ouest de Langley pour nettoyer la rive sud de la rivière Potomac des piquets et partisans confédérés de Fairfax et Loudoun. À Colvin Run Mill, Ord laisse la moitié de ses hommes pour protéger ses arrières et empêcher que sa force soit couper de sa base de Langley.

## Les forces en présence

### Confédération

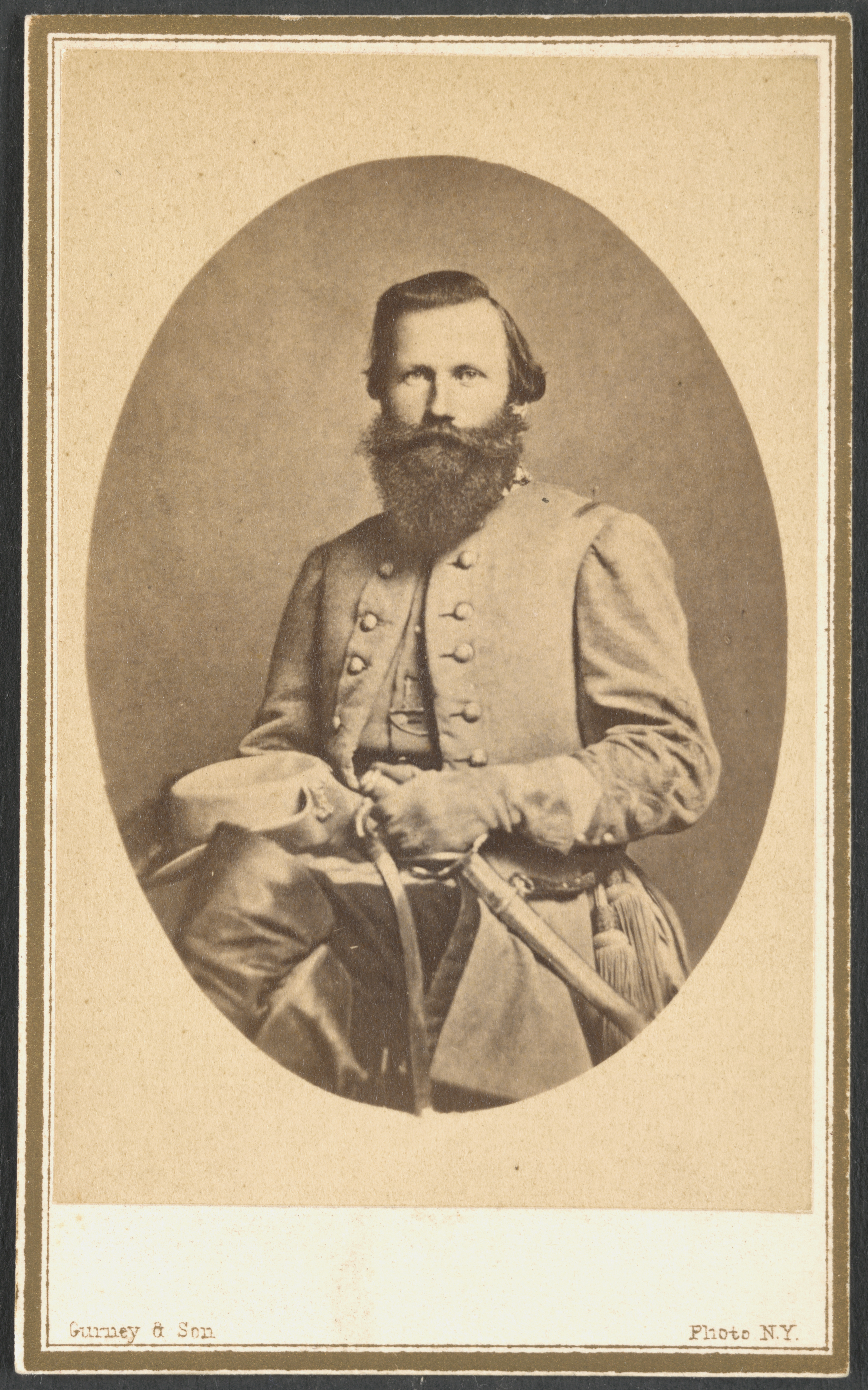
Brigadier général J. E. B. Stuart

Commandant : brigadier général J. E. B. Stuart
Régiments
- 11th Virginia Volunteers : colonel Samuel Garland, Jr.
- 6th South Carolina Volunteers : lieutenant-colonel Secrest
- 10th Alabama Volunteers : colonel J. H. Forney
- 1st Kentucky Volunteers : colonel Thomas H. Taylor
- Sumter Flying Artillery (Géorgie) : capitaine Allen S. Cutts
- 1st North Carolina Cavalry (détachement de 100 hommes) : commandant James B. Gordon
- compagnie C du 2nd Virginia Cavalry (détachement de 50 hommes) : capitaine Andrew L. Pitzer

### Union

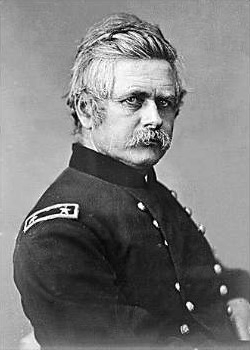
Brigadier général Edward O. C. Ord

Commandant : brigadier général Edward O. C. Ord
Régiments
- 6th Infantry, Pennsylvania Reserves (35th Pennsylvania Volunteers) : lieutenant-colonel William M. Penrose
- 9th Infantry, Pennsylvania Reserves (38th Pennsylvania Volunteers): colonel Conrad Feger Jackson
- 10th Infantry, Pennsylvania Reserves (39th Pennsylvania Volunteers): colonel John S. McCalmont
- 12th Infantry, Pennsylvania Reserves (40th Pennsylvania Volunteers): colonel John H. Taggart
- Kane's 1st Pennsylvania Rifle Regiment (42nd Pennsylvania Volunteers): lieutenant-colonel Thomas L. Kane
- 1st Pennsylvania Reserve Cavalry (44th Pennsylvania Volunteers): lieutenant-colonel Jacob C. Higgins
- Batterie A, 1st Pennsylvania Reserve Artillery (43rd Pennsylvania Volunteers): capitaine Hezakiah Easton[2]
- Batterie F, 1st Pennsylvania Light Artillery: capitaine Ezra Matthews

## La bataille
Vers midi, Ord arrive à l’intersection de Georgetown Pike et Leesburg Pike dans le village de Dranesville, où il rencontre les piquets avancé de la cavalerie de Stuart, qui sont rapidement repoussés par la force de l'Union.  Ord commence alors à se déplacer à l'ouest vers Leesburg Pike. Vers 13 heures, Stuart, avec la corps principal de sa force, approche de Dranesville par le sud, et rencontre l'arrière du détachement de l'Union.
Ord arrête son infanterie et se retourne pour faire face à la menace confédérée, formant une ligne sur le côté nord de Leesburg Pike. Il déploie alors son artillerie sur une hauteur près de l'intersection. Stuart déploie son artillerie sur le côté sud du péage à 275 mètres (300 yards) au sud de la position fédérale. Pendant que l'infanterie confédérée se déploie, le 6th South Carolina confond le 1st Kentucky avec des troupes de l'Union et ouvre le feu, les kentuckiens leur retournant rapidement les tirs.
Au son des coups de feu, le 9th Pennsylvania charge au travers du péage mais est rapidement repoussé.L'artillerie commence alors un duel, mais en raison de la solidité de la position de l'Union, les canons confédérés sont rapidement réduit au silence. Ord déploie son infanterie sur une ligne d'accrochage et l'envoie au travers du péage vers Stuart et les deux côtés se répondent pendant près de deux heures. À 15 heures, ses trains mis en sécurité en arrière, Stuart ordonne la retraite.  Ord le poursuit pendant 800 mètres, s'assurant que sa ligne de retraite soit libre, avant de rompre le combat et de retourner vers Langley.
Le jour suivant Stuart y retourne avec des renforts, mais ne trouve pas les fédéraux.

## Résultats
Bien que la bataille soit petite, et sans importance stratégique et qu'avec peu de pertes, elle marque la première fois qu'une force de l'Union surpasse l'ennemi confédéré, lui infligeant 230 pertes tout n'en subissant que 71, et est capable de l'obliger à quitter le champ de bataille.